# La Monnerie-le-Montel
La Monnerie-le-Montel is een gemeente in het Franse departement Puy-de-Dôme (regio Auvergne-Rhône-Alpes). De plaats maakt deel uit van het arrondissement Thiers. La Monnerie-le-Montel telde op 1 januari 2022 1.624 inwoners.

## Geografie
De oppervlakte van La Monnerie-le-Montel bedroeg op 1 januari 2022 4,65 vierkante kilometer; de bevolkingsdichtheid was toen 349,2 inwoners per km².

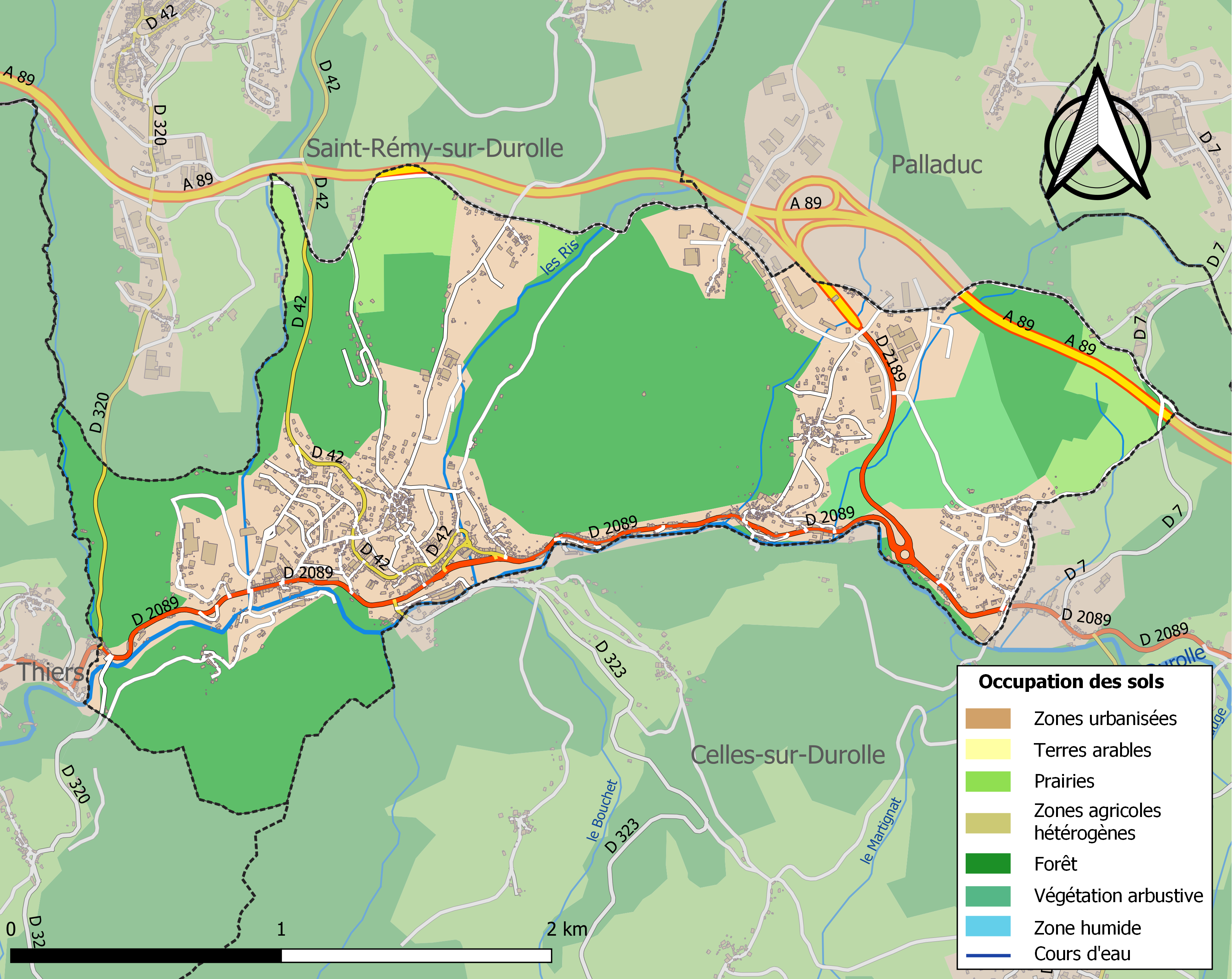
Kaart van de gemeente met belangrijkste infrastructuur, bodemgebruik en omliggende gemeenten

## Demografie
Onderstaande figuur toont het verloop van het inwonertal (bron: INSEE-tellingen).